# Бойник (община)
Бойник (серб. Бојник) — община в Сербии, входит в Ябланичский округ.
Население общины составляет 11 104 человека (2011 год). Занимаемая площадь — 264 км².
Административный центр общины — село Бойник. Община Бойник состоит из 36 населённых пунктов.

## Населённые пункты
- Бойник
- Боринце
- Брестовац
- Вуяново
- Горне-Брияне
- Горне-Конювце
- Граница
- Добра-Вода
- Доне-Конювце
- Джинджюша
- Драговац
- Дубрава
- Зелетово
- Зоровац
- Иване
- Каменица
- Кацабач
- Косанчич
- Лапотинце
- Лозане
- Магаш
- Майковац
- Мияйлица
- Мрвеш
- Обилич
- Ображда
- Оране
- Плавце
- Придворица
- Речица
- Савинац
- Славник
- Стубла
- Турьяне
- Црквица
- Чуковац

## Статистика населения общины
| Год  | Население, чел. |
| ---- | --------------- |
| 1948 | 21 895          |
| 1953 | 22 329          |
| 1961 | 20 838          |
| 1971 | 18 801          |
| 1981 | 16 246          |
| 1991 | 14 498          |
| 2002 | 13 118          |
| 2011 | 11 104          |